# Laura Siegemund
Laura Siegemund (født 4. marts 1988 i Filderstadt, Tyskland) er en professionel kvindelig tennisspiller fra Tyskland.